# Георгіос Дервісіс
Георгіос Дервісіс (30 жовтня 1994) — грецький ватерполіст.
Призер Олімпійських Ігор 2020 року, учасник 2016 року.
Призер Чемпіонату світу з водних видів спорту 2015, 2022 років.